# North Lawrence (Ohio)
North Lawrence es un lugar designado por el censo ubicado en el condado de Stark en el estado estadounidense de Ohio. En el Censo de 2010 tenía una población de 268 habitantes y una densidad poblacional de 295,64 personas por km².

## Geografía
North Lawrence se encuentra ubicado en las coordenadas 40°50′31″N 81°38′24″O / 40.84194, -81.64000. Según la Oficina del Censo de los Estados Unidos, North Lawrence tiene una superficie total de 0.91 km², de la cual 0.88 km² corresponden a tierra firme y (3.14%) 0.03 km² es agua.

## Demografía
Según el censo de 2010, había 268 personas residiendo en North Lawrence. La densidad de población era de 295,64 hab./km². De los 268 habitantes, North Lawrence estaba compuesto por el 98.88% blancos, el 0% eran afroamericanos, el 0% eran amerindios, el 0% eran asiáticos, el 0% eran isleños del Pacífico, el 0.37% eran de otras razas y el 0.75% pertenecían a dos o más razas. Del total de la población el 0% eran hispanos o latinos de cualquier raza.